# Aikatsu Stars!
Aikatsu Stars! (アイカツスターズ！?, Aikatsu Sutāzu!) è un media franchise giapponese prodotto da Bandai Namco, successore della serie Aikatsu!. Consiste in un videogioco arcade di carte collezionabili lanciato nel maggio 2016, in una serie televisiva anime prodotta da Bandai Namco Pictures e andata in onda su TV Tokyo dal 7 aprile 2016 al 29 marzo 2018 e in un film d'animazione uscito nei cinema giapponesi il 13 agosto 2016.
Un sequel con protagoniste diverse, intitolato Aikatsu Friends!, è stato trasmesso su TV Tokyo dal 5 aprile 2018 al 26 settembre 2019.

## Trama
Yume Nijino è una ragazza che aspira a diventare una top idol e, assieme alla migliore amica Koharu Nanakura, entra a far parte dell'Accademia Yotsuboshi. Durante il suo percorso incontra molte aspiranti idol come lei, tra cui Rola Sakuraba, Mahiru Kasumi ed Ako Saotome che diverranno le sue più grandi amiche. Nell'accademia esiste un gruppo di top idol chiamate S4, ognuna delle quali rappresenta le quattro classi di specializzazione: Flower Song Class per il canto, Bird Theatre Class per la recitazione, Wind Dance Class per la danza e Moon Beauty Class per le attività di modella; ogni studentessa ambisce a diventare una di loro. Nella seconda stagione, dal sottotitolo Hoshi no tsubasa, appare la Venus Ark, una nuova scuola rivale che usa una nave per reclutare idol prodigiose navigando per tutto il mondo. Due nuove idol appaiono: Kirara Hanazono e la "idol perfetta" Elza Forte, che aspira a collezionare tutti i "Star Premium Rare Coord".

## Personaggi

### Protagoniste

#### Accademia Yotsuboshi
Yume Nijino (虹野 ゆめ?, Nijino Yume)
Doppiata da: Miyu Tomita, Sena (canto) (ed. giapponese)
Protagonista della serie, inizialmente si iscrive e frequenta il primo anno delle scuole medie all'Accademia Yotsuboshi con la migliore amica Koharu Nanakura. Il suo obiettivo è quello di diventare parte del gruppo di top idol della scuola, le S4, maturato dopo aver visto il concerto della idol S4 Hime Shiratori, della quale Yume è una grandissima fan. Nonostante all'inizio Yume non sia molto portata né per il canto né per il ballo, la sua energia ed il suo duro lavoro l'aiutano a superare ogni difficoltà. Nasconde in sé un grande potere che in occasioni speciali la può far performare oltre il suo limite, fattore che ha scatenato l'interesse del preside dell'accademia. Nell'episodio 3 è stato rivelato che prima di trasferirsi all'Accedemia Yotsuboshi era un membro del club di pallavolo, mentre nell'episodio 12 si scopre che i suoi genitori gestiscono un negozio di caramelle. Yume ha una relazione complicata con il leader del gruppo M4, Subaru Yūki: inizialmente Yume non lo sopporta perché la prende in giro, venendo sempre chiamata da lui "polpo bollito" per la sua faccia arrossata, successivamente il loro diventa un rapporto d'amicizia e rivalità. Nell'episodio 50 diventa parte della 26ª generazione di S4 e crea il suo brand "Barry Parfait"; nell'episodio 73 lei e Koharu ne creano l'evoluzione, "Rainbow Berry Parfait". È la settima idol ad ottenere le ali delle stelle, quelle del pianeta Terra, diventando seconda nell'Aikatsu Ranking. Successivamente, nell'episodio 96, ottiene il Sun Dress e diventa la World Top Idol dopo aver vinto il Final Tournament. È una idol di tipo Cute ed il suo colore è il rosa. Fa parte della classe di canto.
Rola Sakuraba (桜庭 ローラ?, Sakuraba Rōra)
Doppiata da: Ayaka Asai, Rie (canto) (ed. giapponese)
È una compagna di classe di Yume, oltre che ad essere la sua rivale e la sua prima amica appena entrata all'Accademia Yotsuboshi, esclusa Koharu. Rola proviene da una famiglia dalla stirpe musicista: suo padre è un violinista mentre sua madre una pianista. Per prestare onore alla propria famiglia, Rola aspira a diventare la migliore della Flower Song Class e diventare una S4. È apprensiva e possiede un forte senso di giustizia ma odia perdere e spesso agisce prima di pensare. Nella seconda stagione diventa amministratrice della classe di canto grazie a Yume, e la vice presidentessa del consiglio studentesco. Dopo aver passato un test nell'episodio 62 diventa la musa del brand "Spice Chord", ereditando così il ruolo da Tsubasa. È la quinta idol ad ottenere le ali delle stelle, quelle del pianeta Marte. È una idol di tipo Cool, il suo colore è il blu, ed è una studentessa della classe di canto.
Koharu Nanakura (七倉 小春?, Nanakura Koharu)
Doppiata da: Megumi Yamaguchi, Nanase (canto) (ed. giapponese)
È la migliore amica di Yume e sua compagna di stanza. Koharu è una ragazza calma, gentile e modesta, ma sempre disposta a dare una mano a chi ne ha più bisogno. È una grande fan di Yozora Kasumi. Ama le caramelle, le porta sempre con sé e le dona sempre a chi le sta vicino. Nell'episodio 30 si trasferisce con la sua famiglia in Italia per questioni lavorative, ma ritorna nell'episodio 51 come studentessa della Venus Ark. Koharu è apprezzata da Elza per il suo senso della moda, passione che coltiva da molto tempo. Nell'episodio 71 ritorna ad essere studentessa dell'Accademia Yotsuboshi e, con Yume, crea nell'episodio 73 il brand "Rainbow Barry Parfait". È una idol di tipo Sexy, il suo colore è il viola e fa parte della Moon Beauty Class.
Ako Saotome (早乙女 あこ?, Saotome Ako)
Doppiata da: Natsumi Murakami, Miki (canto) (ed. giapponese)
Debutta nell'episodio 6. Crede molto in sé stessa e nelle sue abilità di attrice. Al primo impatto può sembrare calma ed educata, ma in realtà cela una personalità agitata e temperata, che la fa agire come un gatto quando si arrabbia. Nasconde una cotta ossessiva per Subaru Yūki, capo del gruppo M4, e diventa gelosa di lui ogni volta che una ragazza lo approccia. È una idol di tipo Pop, il suo colore è il verde lime. Fa parte della classe di recitazione ed il suo brand preferito è "FuwaFuwa Dream", che in seguito gestirà insieme a Kirara.
Mahiru Kasumi (香澄 真昼?, Kasumi Mahiru)
Doppiata da: Yume Miyamoto, Kana (canto) (ed. giapponese)
Debutta nell'episodio 8. Mahiru è la sorella minore di Yozora e come lei ama sfilare. Porta con sé un'aura matura che la rende difficile da approcciare, ma diventa presto amica di Koharu quando questa le dona una caramella per aiutare il suo mal di gola a guarire. Il suo obiettivo è quello di sorpassare la sorella maggiore, verso la quale inizialmente è ostile. Nell'episodio 50 diventa parte della 26ª generazione di S4 ed eredita il ruolo di musa del brand "Romance Kiss" dalla sorella Yozora. È la quarta idol ad ottenere le ali delle stelle, quelle del pianeta Nettuno. È una idol di tipo Sexy, il suo colore è il magenta. Fa parte della Moon Beauty Class.
Lily Shirogane (白銀 リリィ?, Shirogane Ririi)
Doppiata da: Reina Ueda, Nanase (canto) (ed. giapponese)
Debutta nell'episodio 23. È l'amministratrice della classe di canto. Forte e composta, non si fa influenzare facilmente dagli altri. È un'amica d'infanzia di Yuzu che è l'unica persona autorizzata a chiamarla affettuosamente "Lilyenne" (リリエンヌ?, Ririennu). Crea il suo brand personale, "Gothic Victoria", nell'episodio 39 e diventa la seconda idol ad ottenere le ali delle stelle, quelle del pianeta Plutone. Alla fine della serie forma con Yuzu il duetto "Yuzutto Lily". È una idol di tipo Cool, il suo colore è il verde veronese, e fa parte della Flower Song Class.
Hime Shiratori (白鳥 ひめ?, Shiratori Hime)
Doppiata da: Minami Tsuda, Ruka (canto) (ed. giapponese)
Nella prima stagione è un membro della 25ª generazione di S4. Ha due anni in più di Yume ed è la sua idol preferita. Gentile ed elegante, Hime è nell'industria dell'intrattenimento da quando era molto piccola, ha imparato perciò molto presto diverse discipline come il ballo, la recitazione, e il lavorare come modella, ma eccelle specialmente nel canto, dove la sua voce è definita da tutti come angelica. Nell'episodio 11 si scopre che la pioggia abbassa il suo livello di pressione, facendola diventare apatica. Conosce l'abilità speciale di Yume, e si ribella spesso contro le decisioni del preside di metterla sotto pressione. È la creatrice del suo brand personale, "My Little Heart", ed alla fine della seconda stagione ottiene il Moon Dress. È una idol di tipo Cute, il suo colore è l'azzurro pastello. Fa parte della Flower Song Class.
Tsubasa Kisaragi (如月 ツバサ?, Kisaragi Tsubasa)
Doppiata da: Sumire Morohoshi, Nanase (canto) (ed. giapponese)
Nella prima stagione è un membro della 25ª generazione di S4 e presidentessa del consiglio studentesco. Ha una personalità tosta, ma è anche compassionevole ed affidabile, per questo è molto ammirata da tutte le studentesse più giovani. Nell'episodio 3 si scopre che inizialmente era una studentessa della classe di canto, ma ha successivamente cambiato nella classe di teatro dopo aver conosciuto Hime. All'inizio crede che le idol non debbano dipendere dagli altri, per questo crea un legame d'amicizia con un gufo selvatico che verrà poi cacciato dalla scuola: scoprirà i valori dell'amicizia quando troverà il gufo con la sua famiglia. Era la musa del brand "Spice Chord", ruolo che ha lasciato a Rola nell'episodio 62 per poi partire per iniziare a lavorare ad Hollywood. È una idol di tipo Cool, il suo colore è il rosso, e fa parte della Bird Theatre Class.
Yuzu Nikaidō (二階堂 ゆず?, Nikaidō Yuzu)
Doppiata da: Azusa Tadokoro, Kana (canto) (ed. giapponese)
Nella prima stagione è un membro della 25ª generazione di S4, ma un anno più giovane di Hime, Tsubasa e Yozora. È imprevedibile, possiede uno spirito libero, ed è considerata un genio della danza. Tipicamente è molto attiva e si annoia facilmente, per queste ragioni le sue collaboratrici devono spesso trovare un modo per catturarla ed immobilizzarla per farla esibire in tempo. Yuzu è l'unico membro della 25ª generazione di S4 a rimanere anche nella 26ª generazione, diventando così la leader di quest'ultima. È la creatrice del suo brand personale, "Shiny Smile", ed è la sesta idol ad ottenere le ali delle stelle, quelle del pianeta Saturno. È una idol di tipo Pop, il suo colore è il giallo aranciato, e fa parte della Wind Dance Class.
Yozora Kasumi (香澄 夜空?, Kasumi Yozora)
Doppiata da: Ayaka Ōhashi, Miho (canto) (ed. giapponese)
Nella prima stagione è un membro della 25ª generazione di S4. Yozora è una top model carismatica ed ama prendersi cura delle studentesse più giovani come fosse la loro sorella maggiore. È la musa del brand "Romance Kiss", ruolo che passa alla sorella minore Mahiru nell'episodio 50 quando decide di partire per andare a studiare all'estero. È una idol di tipo Sexy, il suo colore è il violetto. Fa parte della Moon Beauty Class.

#### Venus Ark
Elza Forte (エルザ フォルテ?, Eruza Forute)
Doppiata da: Yōko Hikasa, Risa Aizawa (canto) (ed. giapponese)
Debutta nell'episodio 52. È la fondatrice della Venus Ark e l'erede al trono di una terra lontana. Elza è una perfezionista da quando era piccola ma preferisce mantenere un atteggiamento distaccato con altre idol. Ha fondato la Venus Ark e il suo brand, "Perfect Queen", per diventare l'idol migliore del mondo. Ha un vasto sapere nel campo delle idol per poter scovare solo il meglio e reclutare studentesse e brand di un certo livello. All'inizio della seconda stagione Elza aspira a reclutare Hime come studentessa della Venus Ark, e per fare ciò punta a reclutare per prima Yume. È la prima idol ad ottenere le ali delle stelle, quelle del pianeta Venere, ed il Sun Dress. È una idol di tipo Sexy, il suo colore è l'oro.
Kirara Hanazono (花園 きらら?, Hanazono Kirara)
Doppiata da: Nako Eguchi, Miho (canto) (ed. giapponese)
Debutta nell'episodio 52. Kirara è una studentessa della Venus Ark ed è nativa della Nuova Zelanda. Ha una personalità soffice e ama vivere senza pensieri. Spesso si comporta come una pecora. Ha inoltre ereditato uno straordinario senso del design e del colore dalla madre pittrice, ed è perciò considerata un prodigio nato. È la musa del brand "FuwaFuwa Dream", ruolo che condivide con Ako. È la terza idol ad ottenere le ali delle stelle, quelle del pianeta Mercurio. È una idol di tipo Pop, il suo colore è il viola pastello.
Rei Kizaki (騎咲 レイ?, Kizaki Rei)
Doppiata da: Natsumi Fujiwara, Rie (canto) (ed. giapponese)
Debutta nell'episodio 52. Originaria degli Stati Uniti, è la segretaria di Elza e co-conduce la Venus Ark con lei. Il suo supporto per Elza proviene dall'ispirazione che ha ricevuto dal suo sogno di diventare l'idol perfetta. Rei è conosciuta per il suo temperamento calmo e per avere la lealtà di un perfetto maggiordomo. Segretamente ama collezionare cose carine. Anni prima era conosciuta per essere la famosa idol Shooting Star. Il suo brand preferito è "Royal Sword" ed è la nona idol ad ottenere le ali delle stelle, quelle del pianeta Urano. È una idol di tipo Cool, il suo colore è l'argento.
Aria Futaba (双葉 アリア?, Futaba Aria)
Doppiata da: Kaori Maeda, Ruka (canto) (ed. giapponese)
Debutta nell'episodio 72. È una studentessa della Venus Ark considerata un prodigio o, come la definisce Hime, "una ragazza mandata dal paradiso delle Aikatsu". Dopo aver attratto su di sé molta attenzione all'estero, Hime la invita a partire alla volta del Giappone: diventa così la musa del suo brand, "My Little Heart", e diventa l'ottava idol ad ottenere le ali delle stelle, quelle del pianeta Giove. È una idol di tipo Cute, il suo colore è il rosa chiaro.

### Altri personaggi

#### M4
Subaru Yūki (結城 すばる?, Yūki Subaru)
Doppiato da: Taku Yashiro (ed. giapponese)
È uno studente della divisione maschile dell'Accademia Yotsuboshi e membro della top idol unit maschile M4. Incontra spesso Yume accidentalmente e comincia a farsi beffa di lei, ma in realtà vuole solamente darle dei consigli. Gli piace chiamarla "Pomodoro" o "Polpo bollito". Sembra provare un interesse amoroso per Yume.
Nozomu Igarashi (五十嵐 望?, Igarashi Nozomu)
Doppiato da: Yūto Uemura (ed. giapponese)
Membro degli M4 e della Moon Beauty Class. Capisce che Subaru ha una cotta per Yume quando questo si dimostra geloso della loro vicinanza. Nega però di avere un interesse amoroso verso Yume poiché non sopporterebbe avere come avversario un ragazzo forte come Subaru.
Asahi Kasumi (香澄 朝陽?, Kasumi Asahi)
Doppiato da: Shun Horie (ed. giapponese)
Membro degli M4 e della Bird Theatre Class. È il fratello mezzano tra Yozora e Mahiru con una personalità effervescente e giocosa. Da piccolo veniva vestito ironicamente da bambina. Sembra avere una cotta per Koharu.
Kanata Kira (吉良 かなた?, Kira Kanata)
Doppiato da: Arthur Lounsbery (ed. giapponese)
Membro degli M4 e della Wind Dance Class. Prova un interesse amoroso verso Ako e gli piace prenderla in giro per il suo amore ossessivo verso Subaru.

#### Accademia Yotsuboshi
Hikaru Moroboshi (諸星 ヒカル?, Moroboshi Hikaru)
Doppiato da: Daisuke Hirakawa (ed. giapponese)
È il misterioso preside dell'Accademia Yotsuboshi. Ha una personalità leggermente spietata e manipolatrice, organizzando spesso svariate prove per testare l'abilità di Yume che, se mai si dovesse rifiutare di partecipare, dovrà essere cacciata dall'accademia e porre fine alla sua carriera di idol. Tutte le prove che Hikaru sottopone a Yume sono finalizzate a farle controllare il suo potere. Si scopre più avanti nella serie che ha paura che altre idol possano finire come la sorella Hotaru, impossibilitata a cantare dopo aver usufruito troppo di un'abilità molto simile a quella di Yume ed Hime.
Anna Hibiki (響 アンナ?, Hibiki Anna)
Doppiata da: Akemi Kanda (ed. giapponese)
L'insegnante della Flower Song Class. La sua personalità, il suo comportamento e il suo aspetto ricordano quello di una rockstar. Nell'episodio 27 si scopre che anche lei è stata una studentessa dell'Accademia Yotsuboshi e una S4. Nell'episodio 62 si scopre essere stata una musa del brand "Spice Chord".
Momoko Yachigusa (八千草 桃子?, Yachigusa Momoko)
Doppiata da: Emi Okada (ed. giapponese)
L'insegnante della Bird Theatre Class. Nell'episodio 27 si scopre che anche lei è stata una studentessa dell'Accademia Yotsuboshi e una S4.
Dave Sato (デーブ 佐東?, Dēbu Satō)
Doppiato da: Kenta Matsumoto (ed. giapponese)
L'insegnante della Wind Dance Class.
Tamagoro Miwa (美羽 玉五郎?, Miwa Tamagorō)
Doppiato da: Kazuyuki Okitsu (ed. giapponese)
L'insegnante della Moon Beauty Class.
Yuri Ashida (芦田 有莉?, Ashida Yuri)
Doppiata da: Aoi Koga (ed. giapponese)
È la rappresentante della classe di Yume e la responsabile della Dress Make Room, dove le idol possono decorare e creare i loro abiti. È una idol di tipo Cool e l'amministratrice della classe di canto insieme a Lily Shirogane.
Haruka☆Ruka (ハルカ☆ルカ?)
Doppiata da: Sayaka Nakaya (ed. giapponese)
È una ragazza vivace e la migliore studentessa al primo anno della Wind Dance Class. Va ad Hollywood dopo che Yuzu vince una competizione di ballo.

#### Personaggi secondari
Yamaguchi FD (山口 ＦＤ?, Yamaguchi FD)
Doppiato da: Atsushi Kakehashi (ed. giapponese)
È il direttore dei programmi condotti dalle S4. Assiste al primo live da solista di Yume.
Jiro Okamoto (岡本 二郎?, Okamoto Jirō)
Doppiato da: Mitsuru Ogata (ed. giapponese)
È il direttore degli Aikatsu! TV drama. Assiste al primo live da solista di Yume.
Kaoru Komoto (幸本薫?, Kōmoto Kaoru)
Doppiata da: Mei Shimoda (ed. giapponese)
È la proprietaria di un negozio di dolci chiamato Saiwai Hanando e una vecchia amica del preside Morohoshi. Assiste al primo live da solista di Yume.
Masaru Nijino (虹野 大?, Nijino Masaru) & Kyoko Nijino (虹野 景子?, Nijino Kyōko)
Doppiati da: Fuminori Komatsu (Masaru) e Aya Hisakawa (Kyoko) (ed. giapponese)
Sono i genitori di Yume. Gestiscono un negozio di caramelle.
Hotaru Yukino (雪乃 ホタル?, Yukino Hotaru) / Hotaru Moroboshi (諸星 ホタル?, Moroboshi Hotaru)
Doppiata da: Yukana (ed. giapponese)
È la sorella maggiore di Hikaru. Al suo tempo è stata una studentessa dell'Accademia Yotsuboshi e un membro delle S4 rappresentante della Flower Song Class. Hotaru è stata la prima a sperimentare un potere forte quanto quello di Yume ed Hime. Dopo aver usufruito troppo della sua misteriosa abilità ha perso la capacità di cantare. La sua voce era conosciuta con il nome di "Stella Cadente Fugace". Attualmente lavora come giardiniera.
Ayumi Naruse (鳴瀬 あゆみ?, Naruse Ayumi) & Naho Aoyama (青山 ナホ?, Aoyama Naho)
Doppiate da: Hina Kino (Ayumi) e Yūki Kuwahara (Naho) (ed. giapponese)
Sono due studentesse dell'Accademia Shiny che hanno partecipato alla prova per diventare la ragazza immagine della Saiwai Hanando. Tendono a sminuire Yume dicendole che non è portata per l'Accademia Yotsuboshi, ma vengono successivamente aiutate da lei durante una prova. Sono viste successivamente mentre partecipano al Festival Estivo dell'Accademia Yotsuboshi. Riappaiono alle seguenti audizioni ma perdono.
Nico (ニコ?, Niko) & Coco (ココ?, Koko)
Doppiate da: Yū Wakui (Nico) e Yūki Kuwahara (Coco) (ed. giapponese)
Due bambine delle scuole elementari grandi fan di Yume. Assistono al primo live da solista di Yume.

## Episodi
La serie è formata complessivamente da 100 episodi, divisi in due stagioni, andati in onda su TV Tokyo dall'aprile 2016 al marzo 2018.

### Colonna sonora

#### Sigle
Sigla di apertura
- Start Line! (スタートライン！?), di Sena, Rie from AIKATSU☆STARS! (ep. 1-25)
- 1,2,Sing for You!, di Sena, Rie, Miki, Kana from AIKATSU☆STARS! (ep. 26-33)
- Star Jet! (スタージェット！?), di Sena, Rie, Miki, Kana from AIKATSU☆STARS! (ep. 34-48, 50)
- STARDOM!, di Sena, Rie, Miki, Kana from AIKATSU☆STARS! (ep. 51-69, 71-75)
- MUSIC of DREAM!!!, di Sena, Rie, Miki, Kana from AIKATSU☆STARS! (ep. 76-100)

Sigla di chiusura
- episode Solo, di Ruka, Nanase, Kana, Miho from AIKATSU☆STARS! (ep. 1-25)
- So Beautiful Story, di Ruka, Sena from AIKATSU☆STARS! (ep. 26-50)
- Bon Bon Voyage!, di Risa, Miho from AIKATSU☆STARS! (ep. 51-75)
- Mori no hikari no pirouette (森のひかりのピルエット?), di Sena, Ruka from AIKATSU☆STARS! (ep. 76-99)
- Start Line! (スタートライン！?), di Ruka, Sena from AIKATSU☆STARS! (ep. 100)